# Word clock
WordClock è un segnale di sincronia utilizzato nel campo audio professionale per sincronizzare fra loro gli oscillatori interni dei vari dispositivi audio digitali utilizzati (p. es., registratori a nastro o lettori CD).
È sempre possibile registrare senza l'ausilio di un generatore di clock (impiegando, quindi, gli oscillatori interni delle varie schede audio), ma ciò compromette la qualità della registrazione, causando disturbi che spaziano dall'effetto Flanger (nel caso cui due schede audio separate registrino lo stesso strumento) a una perdita di sincronizzazione nel caso di connessioni digitali (per esempio, una scheda ADAT che trasmette fuori sincronia causa disturbi paragonabili a un cd difettoso).
Il WordClock consiste in un'onda quadra che ha frequenza pari alla frequenza di campionamento della periferica che abbia funzione di master (frequenza che nell'audio professionale è di minimo 44,1 kHz, fino ai più fedeli sistemi a 192 kHz); tutte le altre periferiche slave si potranno così sincronizzare perfettamente all'oscillazione del master tramite il segnale WordClock.
Il WordClock viene distribuito alle varie periferiche audio digitali tramite cavi coassiali a 75 Ω con connettore BNC.
Diversi protocolli di trasferimento audio digitale incorporano un segnale di sincronia digitale (clock) che permette di collegare due periferiche senza ulteriori cablaggi dedicati al riguardo (es.: S/PDIF coassiale e ottico 2ch, ADAT 8ch), tuttavia tale sistema di sincronizzazione è affidabile solo quando si collegano pochissimi dispositivi fra di loro, e a volte crea comunque delle perdite di clock (specialmente in caso di collegamenti bidirezionali, in cui cioè le apparecchiature possono invertirsi nel ruolo di sorgente/destinazione del flusso audio digitale).
Nel caso di collegamenti tra più apparecchiature, è bene usare un segnale di clock esterno su cavo coassiale dedicato - pena fenomeni di perdita di clock - fornendo con schema a raggio (detto anche a stella) tutte le apparecchiature di un unico clock via bnc, da generatore master multiuscita o tramite un distributore/splitter del clock generato dal dispositivo master; al termine di ogni linea di clock, sarà poi necessario verificare che sia presente la terminazione di segnale a 75 Ω nell'apparecchiatura, o in caso contrario provvedere a inserirla con apposito plug bnc auto-impedente (sull'eventuale uscita passante o tramite un connettore a T sull'ingresso); l'assenza della terminazione, come nel caso delle trasmissioni dati, può causare disturbi nel sincronismo dovuti alla riflessione del segnale.
Sebbene sia possibile utilizzare una singola linea di clock proveniente dal generatore master per sincronizzare in cascata più apparecchiature - tramite connettori a T oppure uscite passanti - ciò è sconsigliato in quanto facilmente suscettibile di interferenze e perdite di sincronizzazione: limitare quindi tale espediente di clock in cascata a un ridottissimo numero di apparecchiature, se è impossibile procedere al normale collegamento a raggio dal clock master.
Oltre al collegamento hardware costituito dal corretto cablaggio, è poi importante configurare adeguatamente (con selettori fisici o via software) i dispositivi collegati:
- selezionare se un apparecchio deve funzionare con clock esterno (slave) o essere lui stesso il master del sistema; se configurato come slave di clock esterno, mettere/attivare la terminazione a 75 Ω solo nel caso l'apparecchio in questione sia l'ultimo nell'eventuale collegamento in cascata dall'apparecchio master (no se è apparecchio intermedio[3][4]).
- in caso l'apparecchiatura presenti più vie utili alla ricezione/trasmissione del clock (es.: adattatore ottico, 9 pin, bnc wordclock), impostare quale deve essere utilizzata;
- eventualmente settare anche la frequenza alla quale l'intero sistema di apparecchiature sarà quindi sincronizzato.

Da tenere presente che la sincronia digitale del wordclock normalmente nulla ha a che vedere con la sincronia temporale (ore, minuti, secondi, frame) relativa ad esempio alla sincronizzazione di un filmato con dei supporti audio, o registratori analogici con sistemi di registrazione digitale/computer, ecc., infatti tali aspetti sono gestiti dal Timecode; il wordclock di norma si occupa esclusivamente di sincronizzare la frequenza di campionamento/di trasmissione/di riproduzione di tutti gli apparecchi audio digitali facenti parte del sistema in questione.